# Joacim Gruppelaar

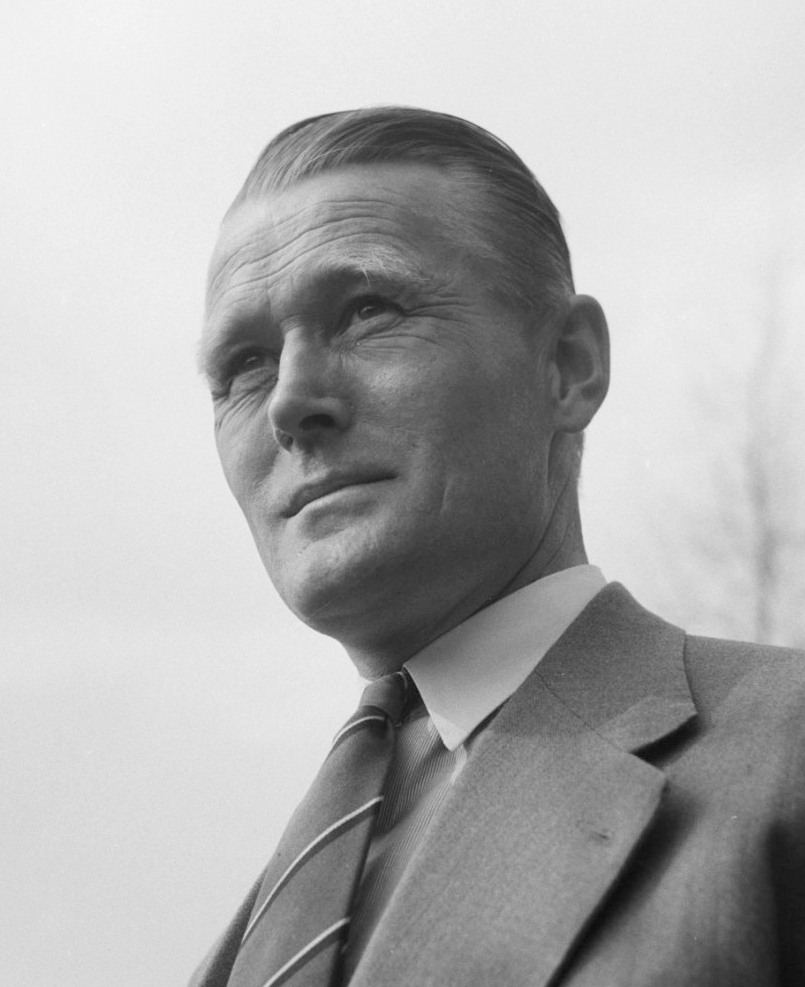
J.J. Gruppelaar (1952)

Joacim Joseph Gruppelaar (Amersfoort, 24 oktober 1911 – Falaise, 12 juli 1971) was een Nederlands springruiter.
Ten tijde van de Tweede Wereldoorlog woonde Gruppelaar met zijn vrouw Sonja Gruppelaar-van Dalfsen aan de Oude Arnhemseweg 14 in Ede. Zijn manage bevond zich in een bos dat later plaats maakte voor de Componistenbuurt en Het Mausoleum. Het Edese verzet gebruikte het huis van Gruppelaar in oktober 1944 als hoofdkwartier. Gruppelaar zelf bevond zich op dat moment in Duitse krijgsgevangenschap.
Samen met Jaap Rijks en Jan de Bruine kwam Gruppelaar uit op de Olympische Zomerspelen 1948. De Bruine en Rijks wisten niet te finishen, waardoor het team niet geklasseerd werd. Individueel eindigde Gruppelaar als twintigste.
Gruppelaar reed op de paarden Peacock, Peter Pan I, Random Harvest en Romanichel. In 1938 won hij de grote prijs van Oostende. In 1950 werd hij eerste op de grote prijs van Blankenberge. In 1953 werd hij Nederlands kampioen springen met Random Harvest. 
Naast zijn sportloopbaan was Gruppelaar militair en ritmeester. Eind jaren zestig verhuisde hij naar Frankrijk, waar hij zich bezighield met de import en export van springpaarden. In 1971 overleed hij plotseling op 59-jarige leeftijd in zijn woonplaats Falaise.